# Ваня Попова
Ваня Попова е българска изкуствоведка и археоложка, със забележителни приноси в областта на римското и византийското изкуство в България.

## Биография
Ваня Попова е родена на 6 януари 1945 г. в гр. Дряново. Дъщеря е на композитора Тодор Попов и сестра на композитора Йонко Попов.
Завършва археология и изкуствознание в Московския държавен университет, където защитава докторска степен. Специализира в Немския археологически институт в Рим, Италия, и в Археологическия институт на Виенския университет, Австрия.
Като сътрудник в Института по изкуствознание към БАН от 1974 работи и публикува по теми, свързани с Римско изкуство и Византийско изкуство, включително антична скулптура и портрет, стенопис, мозайка, базилики, литургични предмети и архитектура на ранното християнство. Взема участие и ръководи разкопки в Несебър, Нове, Сердика, Евпатория, Херсонес, Керч, Кюстендил, Сандански, Гърмен и др.
Автор на книгите „24 древни мозайки“ и „Маршрут по античните мозайки на София“, редактор на книгата „Древни мозайки от България“. Сътрудничи на редица енциклопедични издания в България, включително енциклопедия „Тракийска цивилизация“, Енциклопедия „България“ и „Енциклопедия на изобразителното изкуство в България“. В сътрудничество с фондация „Балканско наследство“ работи върху част антични мозайки от сайта „Маршрут на мозайките в София“.
Ваня Попова е съавтор и съставител на два значителни труда за българската археология: „Корпус на късноантичните и раннохристиянски стенописи в България“ (публикуван под името Corpus der spätantiken und frühchristlichen Wandmalereien Bulgariens във Виена, Австрия съвместно с R. Pillinger и B. Zimmermann), както и на „Корпус на късноантичните и раннохристиянски мозайки в България“ (Corpus der spätantiken und frühchristlichen Mosaiken Bulgariens, също публикуван във Виена, Австрия).
Публикува редовно в специализирани издания като Journal of Mosaic Research, „Проблеми на изкуството“, „Ниш и Византия“ и др. Сътрудничи с Association Internationale pour l'Étude de la Mosaïque antique (AIEMA) и с колеги българи мозаисти организира XVI международна конференция на асоциацията, състояла се между 16 и 20 октомври 2024 в София, България.
От 1994 до 2005 Ваня Попова е хоноруван преподавател в Нов български университет и води лекции по римско изкуство, антична скулптура и антично изобразителна изкуство.
Умира на 27 юли 2024 в София, България.